# Parc national de la Garamba
Ne doit pas être confondu avec Garamba.

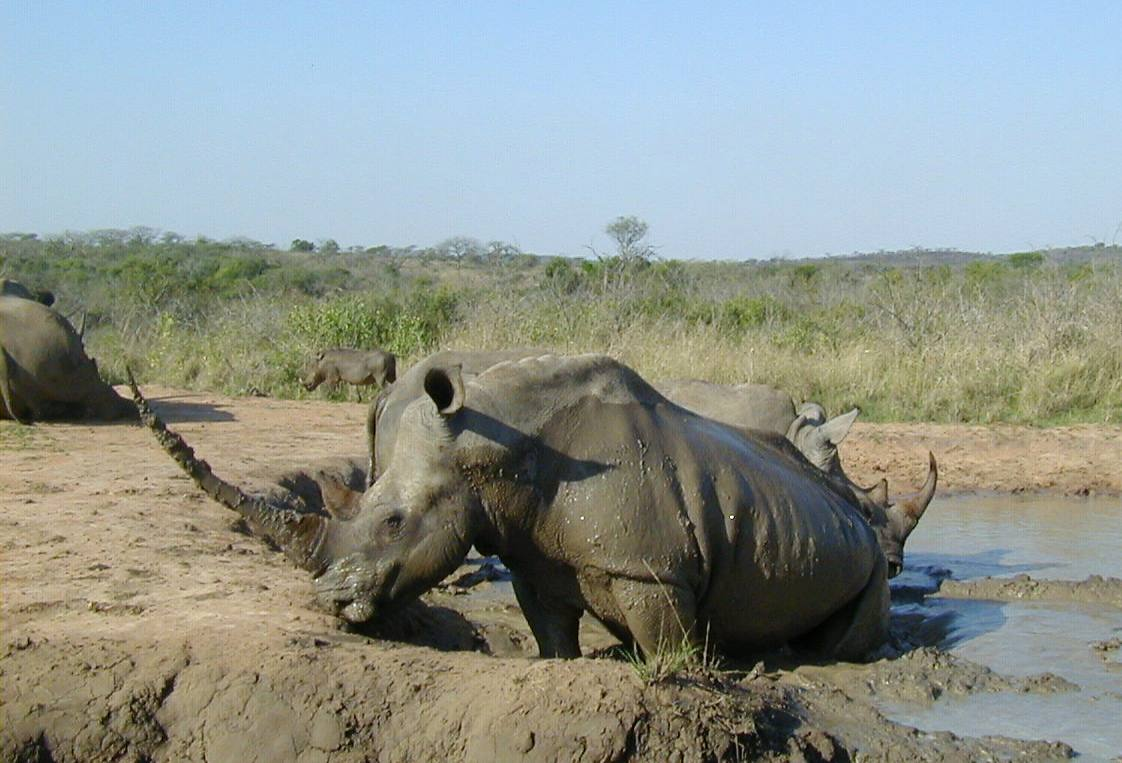
Rhinocéros blancs

Le parc national de la Garamba est un parc national de la république démocratique du Congo, situé dans la province du Haut-Uele, à proximité de la frontière avec le Soudan du Sud.

## Histoire
Créé en 1928 à l'époque du Congo belge, il mesure à peu près 5 000 km2 et est réputé pour sa station de domestication d'éléphants située à Gangala na Bodio et dont l’existence remonte à 1908.
Depuis octobre 2005, l'Institut congolais pour la conservation de la nature a transféré la gestion du parc à l'African Parks Conservation.
Le site fait partie de la liste du patrimoine mondial de l'UNESCO depuis 1980. Il a été inscrit sur la liste du patrimoine mondial en péril de 1984 à 1992. Après la deuxième guerre du Congo, le site y a de nouveau été inscrit en 1996.

## Faune et flore
Le parc national est connu pour abriter une population de rhinocéros blancs (Ceratotherium simum cottoni). Cette population est restreinte et ne compte plus qu'une dizaine d'individus dans le parc et neuf en captivité. D'autres grands mammifères peuplent également la réserve, comme l'éléphant, la girafe du nord (Giraffa camelopardalis congoensis), l'hippopotame, le buffle et l'okapi. Les paysages du parc comprennent d'immenses savanes, herbeuses ou boisées, entrecoupées de forêts-galeries le long des rivières et de dépressions marécageuses.
Dans la classification du WWF, il appartient à l'écorégion de la mosaïque de forêt-savane du Congo du Nord.

### Espèces animales remarquables présentes
- rhinocéros blanc du nord (Ceratotherium simum cottoni)
- éléphant (Loxodonta africana)
- girafe du nord (Giraffa camelopardalis congoensis)
- hippopotame (Hippopotamus amphibius)
- buffle (Syncerus caffer)
- bubale (Alcelaphus sp)
- cobe (Kobus kobe)
- antilope sing-sing (Kobus illipsiprymnus)
- chimpanzé (Pan troglodytes)
- babouin (Papio anubis)
- colobe (Colobus sp)
- cercopithèque (Cercopithecus aethiops)
- antilope rouanne (Hippotragus equinus)
- sitatunga (Tragelaphus spekeii)
- redunca (Redunca redunca)
- guib harnaché (Tragelaphus sylvicultor)
- phacochère (Phacochoerus porcus)
- lion (Panthera leo)
- léopard (Panthera pardus)
- bongo (Boocerus enryceros)
- potamochère (Potamochoerus porcus)
- hylochère (Hylochoerus meinertzhageni)

## Populations locales
Celles-ci sont présentes sur le territoire du parc en de faibles populations (4 habitants/km²).
- Azande
- Logo
- Mondo
- Baka
- Kakwa
- Pandjulu